# 懷厄特 (密蘇里州)
懷厄特（英語：Wyatt）是位於美國密蘇里州密西西比縣的城市。此地為密西西比河以西最東部的建制市鎮。

## 人口
根據2020年美國人口普查的數據，懷厄特的面積為3.18平方千米，當中陸地面積為3.04平方千米，而水域面積為0.14平方千米。當地共有人口219人，而人口密度為每平方千米69人。